# Serginho (futebolista, 1990)
Sérgio Ricardo dos Santos Júnior, mais conhecido como Serginho (Santos, 3 de dezembro de 1990), é um futebolista brasileiro que atua como meia. Atualmente, defende a Ponte Preta.

## Carreira

### Santos
Revelado na base do Santos, onde ficou por 8 anos e atuou com Neymar, jogou apenas uma partida como profissional pelo time da Vila, em 2010.
Ainda passou por Red Bull Brasil.

### Oeste
Chegou no Oeste de Itápolis em 2011, marcou 36 gols em dois anos no mesmo ano, foi campeão do interior e conseguiu o acesso a Série C do Campeonato Brasileiro com a equipe de Itápolis no ano seguinte. O meia teve importante participação no acesso do Clube paulista para a Série B marcando o terceiro gol contra o Fortaleza, o time paulista acabou a competição sendo campeão.

### Palmeiras
Com destaque na equipe do interior paulista, em abril de 2013 acertou vínculo por empréstimo com o Palmeiras até 31 de maio de 2014.
Chegou no ano do rebaixamento do clube para a Série B do Campeonato Brasileiro, não obteve grande destaque e no ano seguinte foi transferido para o Kairat, do Cazaquistão. Pelo clube, chegou a disputa a Liga Europa.

### Ceará
Chegou no Ceará no começo de 2016. Após não conseguir o acesso para a Série A, Serginho deixou o Ceará.

### Matsumoto Yamaga
No dia 17 de janeiro de 2016, foi confirmado como novo reforço do Matsumoto Yamaga.
Atrapalhado por lesão na reta final de 2019, Serginho não conseguiu evitar o rebaixamento da equipe.
Em novembro de 2020, completou 100 jogos pelo clube. Em 2020, Serginho atuou em 33 jogos e marcou nove gols, além de ter sido capitão algumas vezes.
Entre 2017 e 2020, Serginho fez 113 partidas pelo Matsumoto Yamaga, com 27 gols marcados.
Em 2021 teve uma rápida passagem pelo Daegu, da Coreia do Sul, até retornar ao Matsumoto, com 15 jogos e um gol.

### Paysandu
Em fevereiro de 2022, assinou com o Paysandu, onde atuou no Brasileiro da Série C, Copa do Brasil e Campeonato Paraense.
Pelo clube, fez quatro gols em 25 jogos.

### Maringá
Em 2023, foi contratado pelo Maringá. O atleta chegou com contrato até o final do estadual e, após a competição, renovou até dezembro de 2023. Em junho, após se tornar o artilheiro do clube na temporada com 7 gols, estendeu seu vínculo até abril de 2025.

### Retorno ao Santos
No dia 19 de abril de 2024, o Santos contratou Serginho, que retorna ao clube após 14 anos, por um contrato de empréstimo com uma opção de compra fixada.
Reestreou com a camisa do Peixe na goleada por 4 a 0 sobre o Brusque em 20 de maio, na Vila Belmiro, em partida válida pela sexta rodada da Série B do Campeonato Brasileiro, entrando na vaga de Weslley Patati aos 28 minutos do segundo tempo.
O meia viveu altos e baixos em sua trajetória no Alvinegro Praiano, amargou a reserva em diversas oportunidades, mas chegou a ganhar o posto de titular na reta final da temporada. Ao todo, foram 19 jogos pelo Santos, sendo nove como titular, com dois gols e três assistências. Ao fim da temporada, o clube poderia adquirir o jogador em definitivo, mas optou por não exercer a opção de compra.

### Ponte Preta
Em janeiro de 2025, acertou com a Ponte Preta.

## Títulos
Santos
- Campeonato Paulista: 2010[26]
- Campeonato Brasileiro - Série B: 2024

Oeste
- Campeonato Paulista do Interior: 2011
- Campeonato Brasileiro - Série C: 2012

Palmeiras
- Campeonato Brasileiro - Série B: 2013

Matsumoto Yamaga
- J2 League: 2018